# Episodi di Polizeiinspektion 1 (quinta stagione)
La quinta stagione della serie televisiva Polizeiinspektion 1 è stata trasmessa in anteprima in Germania dalla ARD tra il 7 dicembre 1982 e il 1º marzo 1983.
| nº | Titolo originale           | Titolo italiano | Prima TV Germania | Prima TV Italia |
| -- | -------------------------- | --------------- | ----------------- | --------------- |
| 1  | Nette Menschen             | inedito         | 7 dicembre 1982   | inedito         |
| 2  | Die Herrenkommode          | inedito         | 14 dicembre 1982  | inedito         |
| 3  | Der Betriebsausflug        | inedito         | 21 dicembre 1982  | inedito         |
| 4  | Krisen                     | inedito         | 28 dicembre 1982  | inedito         |
| 5  | Der Querulant              | inedito         | 4 gennaio 1983    | inedito         |
| 6  | Das Vorbild                | inedito         | 11 gennaio 1983   | inedito         |
| 7  | Urlaubszeit                | inedito         | 18 gennaio 1983   | inedito         |
| 8  | Der Parasit                | inedito         | 25 gennaio 1983   | inedito         |
| 9  | Die Möbel im Park          | inedito         | 1º febbraio 1983  | inedito         |
| 10 | Das Glück im sechsten Mond | inedito         | 8 febbraio 1983   | inedito         |
| 11 | Grenzfälle                 | inedito         | 15 febbraio 1983  | inedito         |
| 12 | Wilder Hibiskus            | inedito         | 22 febbraio 1983  | inedito         |
| 13 | Der Rufmord                | inedito         | 1º marzo 1983     | inedito         |